# Sugar Loaf
Carioca/Sugar Loaf è un giacimento di petrolio in acque profonde nell'oceano di fronte alle coste di San Paolo in Brasile. Nonostante la scoperta sia relativamente recente, si stima che abbia riserve per 33 miliardi di barili, rendendolo il terzo giacimento di petrolio nel mondo e il maggiore scoperto negli ultimi trent'anni.

## Gestione del giacimento
Carioca/Sugar Loaf è composto da 5 strutture:
- Carioca, Guara (BM S 9)
- Bem Te Vi (Venus Flytrap) (BM S 8)
- Caramba (BM S 21)
- Oguma (BM S 22).

Lo sviluppo e la produzione di petrolio del blocco BM S 8 sarà affidata ad un consorzio di tre società:
- Petrobras 50%
- Shell 40%
- Petrogal 10%.

Lo sviluppo e la produzione di petrolio dei blocchi BM S 9, BM S 21 sarà affidata ad un consorzio di tre società:
- Petrobras 45%
- British Gas 30%
- Repsol 25%.

Lo sviluppo e la produzione di petrolio del blocco  BM S 22 sarà affidata ad un consorzio di tre società:
- Petrobras 20%
- British Hess Corp. 40%
- Exxon Mobil 40%.